# Ранбир Капур
Ранбир Капур (на английски: Ranbir Kapoor, хинди: रणबीर कपूर) е индийски кино-актьор и продуцент.

## Биография
Ранбир е роден на 28 септември 1982 г. в семейство на режиссьора Риши Капур и актрисата Ниту Капур (преди сватбата Синх). Той е внук на актьора Радж Капур. Той има по-голяма сестра Риддима – дизайнер. Актрисите Карисма и Карина са му братовчедки.
След излизането на „Последна надежда“, Бхансали хвърли Капур като главният герой на неговата трагична романтика „Възлюбена“. Филмът разказва историята на един скитник, изпълнявана от него, който попада маниакално влюбен в една жена, в очакване на завръщането на любовника си. В интервю за новини и забавления портала за Rediff.com, Капур заяви, че неговият характер е написан като знак на почит към емблематичните роли на дядо му Радж като скитник. 
Saawariya беше първият индийски филм, продуциран от холивудско студио ( Sony Pictures Entertainment ) и беше дългоочаквано издание. Филмовите критици обаче бяха разочаровани, като Джасприйт Пандохар от Би Би Си я нарече „преустановяване на запалването в огромен мащаб“. Раджеев Масанд от CNN-IBN го смята за „измислено и фалшиво“, но е впечатлен от „приветливия чар“ на Капур и пише, че „той притежава онова звездно качество, което е толкова рядко срещано“.  В боксофиса Saawariya не успява да спечели печалби. Въпреки това, на годишната церемония по връчването на наградите Filmfare, Капур получава трофея за най-добър мъжки дебют . 
Въпреки комерсиалния провал на Saawariya , Капур е нает от Yash Raj Films за основна роля в режисираната от Сидхарт Ананд романтична комедия Bachna Ae Haseeno (2008). Филмът е първият му комерсиален успех, в който ролята му е на женкар, който е романтично обвързан с три жени, изиграни от Бипаша Басу, Миниша Ламба и Дипика Падуконе, на различни етапи от живота му. Рейчъл Салц от The New York Times изрази смесени възгледи за представянето му, но прогнозира, че неговата „сладост на кученце“ ще „му служи добре като водещ мъж на Боливуд“.
През 2009 г. Капур има три филма. В Wake Up Sid на Dharma Productions, филм за навършване на зряла възраст от режисьора Аян Мукерджи, Капур изобразява Сидхарт „Сид“ Мехра, богат, мързелив тийнейджър, чийто живот претърпява серия от промени след взаимодействие с амбициозен журналист (в ролята Конкана Сен Шарма ). Когато Мукерджи му разказва неозаглавения тогава сценарий на филма, Капур сам измисля заглавието. Медиите изразиха съмнение относно финансовите перспективи на филма, тъй като описва романтична връзка между по-млад мъж и по-възрастна жена. В крайна сметка се очертава като спящ хит и спечели одобрението на критиците. Таран Адарш от Bollywood Hungama коментира, че представянето на Капур във филма доказва, че той е „сред най-добрите в бизнеса днес“. 
След това Капур играе заедно с Катрина Кайф в Ajab Prem Ki Ghazab Kahani, шамарска комедия от режисьора Раджкумар Сантоши, която се очертава като четвъртия най-касов филм на Боливуд за 2009 г. Филмовият критик Гаурав Малани похвали усета на Капур за комедия, но критикува неговия "превъзбуден хъски баритон". Последното му издание през тази година е режисираният от Шимит Амин Rocket Singh: Продавач на годината, драма за сардар , който се стреми да бъде продавач.  Филмов критик Маянк Шекхарпохвали филма и намери изпълнението на Капур за „удивително искрено“, но филмът спечели малко в боксофиса. По-късно Капур признава, че е силно разочарован от комерсиалния провал на филма. На 55-те награди Filmfare, той беше отличен с наградата на Filmfare Critics за най-добър актьор за изпълненията си и в трите си филма от 2009 г., а също така получи две номинации за най-добър актьор на церемонията за Wake Up Sid и Ajab Prem Ki Ghazab Кахани . 
Високобюджетната ансамбълна политическа драма на Prakash Jha Raajneeti беше първото издание на Капур за 2010 г. Филмът, в който участваха Nana Patekar , Аджай Девган, Арджун Рампал, Manoj Bajpayee, Катрина Кайф и Sarah Thompson в изявени роли, е вдъхновен от индийския епос Махабхарата и романът на Марио Пузо от 1969 г. Кръстникът. Ролята на Капур беше на Самар Пратап (базиран на героите на Арджуна и Майкъл Корлеоне), най-младият наследник на индийска политическа династия, който неохотно е привлечен от политиката след убийството на баща му. Капур я описва като първата си сложна роля и я смята за отклонение от "ролите на любовник", които е играл преди това. Никхат Казми от The Times of India рецензира: „Филмът най-накрая принадлежи на Ранбир Капур, който усъвършенства изкуството на минимализма – и буквално расте пред очите ви – като тлеещ вулкан, който не може да бъде задържан, след като изригне.“  Робърт Абел от Los Angeles Times обаче беше по-критичен към представянето му, което той смяташе за „по-скоро каменно, отколкото пресметливо – особено разтърсващо в сравнение с театралните изяви около него“. Индийските търговски журналисти се опасяваха, че филмът ще си възвърне инвестицията от 600 милиона ₹ (7,5 милиона щатски долара). Филмът обаче се оказа голям комерсиален успех със световни приходи от над ₹ 1,43 милиарда (18 милиона щатски долара). Капур получава трета номинация за най-добър актьор на Filmfare за филма. 
Капур си сътрудничи с Приянка Чопра в Anjaana Anjaani на Ананд, комедийна драма, включваща двама непознати, които се заклеват да се самоубият в новогодишната нощ. Филмът имаше умерен финансов успех, но не получи много похвали от критиците. Раджив Масанд отбеляза, че Капур „се бори с лошо дефинирана роля“, а Анупама Чопра от NDTV заключи: „Ранбир се опитва упорито да спаси филма, пускайки ризата си няколко пъти, но дори любовно простреляният му гръден кош може“ не запазвам филма." 

### Признание от критиката (2011–2013)
След номер на артикул в детския филм Chillar Party (2011), Капур пое ролята на Джанардхан "Джордан" Джакхар в Rockstar на Имтиаз Али (2011), драма, която проследява пътуването на амбициозен музикант от скромен произход до международна звезда. Подготвяйки се за ролята, Капур живее със семейство Джат в Питам Пура и изучава техните маниери.  Освен това той се научава да свири на китара и практикува широко в музикалното студио на А. Р. Рахман (музикалният композитор на филма). Като част от промоционалната дейност на филма, Капур участва в концерт на живо в Мумбай. Филмовите критици бяха поляризирани относно мнението си за филма, но бяха единодушни в похвалите си за Капур;  Анирудда Гуха от Daily News and Analysis беше особено впечатлен от филма и смята, че портретът на Капур е едно от „най-завършените изпълнения на хинди киното от главен актьор“. За ролята той печели трофеите за най-добър актьор и най-добър актьор (критици) на 57-ата церемония по връчването на наградите Filmfare, заедно с наградите за най-добър актьор на Screen и IIFA. С брутен приход от ₹ 1,07 милиарда (13 милиона щатски долара), Rockstarбеше един от най-касовите хинди филми на годината. 
Романтичната комедия от 2012 г. Barfi! беше първото издание на Капур, което спечели над 1 милиард индийски рупии (13 милиона щатски долара) в местния боксофис. Режисиран от Анураг Басу  филмът, чието действие се развива през 70-те години на миналия век, разказва историята на своя главен герой – глухоням мъж, изигран от Капур – който се влюбва в жена, която вече е сгодена, изиграна от Илеана Д'Крус, а по-късно и момиче с аутизъм, изиграно от Приянка Чопра. В подготовката той наблюдава работата на актьорите Роберто Бенини , Чарли Чаплин и дядо си.  Барфи! получи похвали от критиците, а изпълненията на тримата главни актьори бяха овирани. Рони Шайб от Variety го похвали за успешното пренасочване на Чаплин в „тон и афект“, а Раджа Сен от Rediff.com написа, че „той наистина се справя много силно с тази роля на почит към Чаплин, предавайки героя си със сърце на всяка стъпка от начинът". Филмът беше представен като официален запис на Индия за 85-ите награди Оскар и беше прожектиран на международните филмови фестивали в Маракеш и Пусан. Капур спечели втора поредна награда за най-добър актьор на церемониите на Filmfare, Screen и IIFA Award. 
Той постигна допълнителен успех през 2013 г., когато се събра отново с режисьора Аян Мукерджи за романтичната комедия Yeh Jawaani Hai Deewani с участието на Дипика Падуконе, Kalki Koechlin и Адитъя Рой Капур. Той беше избран за ролята на Кабир „Бъни“ Тапар, фотограф с фобия на ангажименти, герой, за който Капур смяташе, че е продължение на себе си.  Сдвояването му с Падуконе, след широко разпространената им раздяла, доведе до шум около излизането на филма. Филмът се превърна в един от най-касовите индийски филми на всички времена с приходи от ₹ 2,95 милиарда(37 милиона щатски долара), което се оказа третият му пореден комерсиален успех за три години и му донесе още една номинация за най-добър актьор на Filmfare. Филмовите критици смятат, че филмът е „изпъстрен с клишета“, но похвалиха Капур и Падуконе, като Тушар Джоши от Daily News and Analysis нарече химията им на екрана „ненадмината“. Второто му издание от 2013 г. е екшън-комедията Besharam, в която той играе дребен крадец, заедно с Палави Шарда и неговите родители. Филмът се посрещна с огромен негативен прием и се оказа провал; Sudhish Kamath от The Hinduописва го като "залата на срама на Капур". 

### (2014–2018)
След едногодишно отсъствие от екрана, Капур участва като мистериозен крадец в Рой (2015), романтичен трилър, който критикът Сарита Танвар описва като "скучен, изтощителен и претенциозен" филм. Серията от финансови провали продължи със следващото му издание, режисираната от Анураг Кашиап криминална драма Bombay Velvet, базирана на книгата на историка Gyan Prakash Mumbai Fables, в която също участваха Анушка Шарма и Каран Джохар. Капур изобразява амбициозен боксьор през 60-те години, който е привлечен от престъпен живот; той базира своята тапори дикция на Джони Уокъргерой в Mr. & Mrs. '55 (1955).  Създаден с бюджет от ₹ 1,2 милиарда (15 милиона щатски долара), филмът събра оскъдни боксофис колекции и смесени отзиви от критиците. Ritika Bhatia от Business Standard смята, че ролята на Капур е отклонение от предишните му роли, като пише, че той „изпробва водите с методична искреност, но понякога в неговия образ липсва дълбочина“. Бомбайско кадифе в крайна сметка беше показан на филмовите фестивали в Локарно и Бучеон. 

След това Капур се събра отново с Дипика Падуконе в Tamasha (2015), романтична драма от Имтиаз Али. Той играе ролята на Вед Сахни, човек, който желае кариера в изкуството, но се задоволява с монотонния живот като инженер. За пореден път филмът се провали комерсиално и получи смесени отзиви от критиците.  Представянето на Капур беше похвалено;  Лиза Церинг от The Hollywood Reporter пише: „Капур е с прекрасен актьорски състав, неговата запазена марка смесица от напориста театралност и фина емоция е много подходяща за ролята на мъж, който привидно държи всичко под контрол, докато не го направи.“ Перспективите за кариера на Капур за кратко се подобриха през 2016 г., когато той пое главната роля на амбициозен музикант във филма на Каран Джохар Ae Dil Hai Mushkil (2016). Романтичната драма, с участието на Анушка Шарма и Айшвария Рай, разказва историята на несподелена любов и се оказа един от най-касовите филми на Боливуд за годината. Критичният прием беше смесен; Джо Лейдън от Variety смята, че „Капур често греши от страна на дразненето, докато се опитва да балансира уязвимостта и егоцентризма“. Както Тамаша , така и Ае Дил Хай Мушкил печелят номинациите на Капур за най-добър актьор на Filmfare. 
В сътрудничество с режисьора Анураг Басу , Капур създава продуцентска компания, наречена Picture Shuru Productions, чието първо издание е музикалната комедия-мистерия Jagga Jasoos (2017), която разказва историята на талантлив тийнейджър, който търси изчезналия си втори баща. Продукцията по проекта беше измъчвана от трудности – основната фотография започна през 2014 г., но датата на излизане беше отложена няколко пъти поради промени в сценария, множество презаснемания и слухове за враждебност между Капур и колежката Катрина Кайф ( двойката се е разделила преди да приключат снимките).  Anna MM Vetticad от Firstpostсмята филма за "похвален експеримент, който се отклонява от курса" и макар да възхвалява отдадеността на Капур към ролята си, критикува решението да бъде избран като тийнейджър ученик.  Не се представи добре от търговска гледна точка, което накара Капур да съжалява за своето начинание в производството. 
През 2018 г. Капур играе ролята на актьора Санджай Дът в биографичния филм на Раджкумар Хирани Sanju. Той се занимава с проблемните отношения на Дът с баща му, пристрастяването му към наркотиците и ареста за незаконно притежание на огнестрелни оръжия. Капур се стремеше да избегне агиографски разказ и не искаше да имитира маниерите на Дът. Той общува много с Dutt и отдели един месец време, за да се трансформира физически, преди да заснеме всяка фаза от живота на актьора.  Сайбал Чатърджи от NDTVсмята, че въпреки драматичните свободи, филмът е изобразил успешно сложността на Дът и пише, че Капур „издърпва спирките по удивително ефективни начини, включвайки личността си в тази на главния герой“.  Uday Bhatia от Mint беше по-критичен за това, че направи Dutt твърде симпатичен въпреки злодеянията му и написа, че „имитацията на Капур (удивителна на моменти) поема изпълнението“. Силното финансово представяне на Санджу възстановява славата на Капур. С приходи от над 5,79 милиарда индийски рупии (73 милиона щатски долара), той се превърна в един от най-печелившите в индийското кино и най-касовото издание на Капур.Той спечели още една награда за най-добър актьор на Filmfare.   

### Пауза и завръщане (2019 г.–настояще)
След Санджу, следващата екранна поява на Капур беше след четири години през 2022 г., когато той участва в Shamshera and Brahmāstra: Part One – Shiva. Той отдаде това отсъствие на пандемията от COVID-19 , смъртта на баща си и продължителното време за производство на тези два филма с голям бюджет. В Shamshera на Каран Малхотра, периодичен екшън филм, чието действие се развива през 1800 г., той играе двойна роля. Филмът получава лоши отзиви, като Сайбал Чатърджи пише, че „актьорът трябва отсега нататък да чете сценариите си с по-критичен поглед, преди да ги приеме. Той го дължи на таланта си“. Той се превърна в поредната касова бомба за Капур. След това той играе заедно с Алиа Бхат във фантастичния филм на Аян Мукерджи Brahmāstra: Част първа – Шива, първата част от планирана трилогия, чието заснемане отнема пет години. Създаден с бюджет за продукция и маркетинг от около ₹ 4 милиарда (50 милиона щатски долара), филмът е един от най-скъпите индийски филми. Неговото представяне и химия с Бхат не бяха добре приети от Саймън Ейбрамс от TheWrap, но Vivek MV на Deccan Herald го определи като „отличен като [] уязвимо сираче“. Той спечели ₹ 4,31 милиарда (54 милиона щатски долара), за да се класира като най-касовия филм на хинди за 2022 г.
Капур участва заедно със Шрада Капур в Tu Jhoothi Main Makkaar (2023) на Лув Ранджан,  което Тушар Джоши от India Today отбеляза, че е добре дошло завръщане за Капур в жанра на романтичната комедия. Очертава се като умерен търговски успех. Следващата роля на Капур ще бъде в криминалната драма на Сандип Реди Ванга , Animal , която той описва като „изход от моята зона на комфорт“.  

## Личен живот
Докато снима Bachna Ae Haseeno през 2008 г., Капур започва да излиза с колежката си Дипика Падуконе. Връзката привлече значително медийно отразяване в Индия и те спекулираха с предстоящ годеж. Въпреки това двойката се раздели година по-късно. Капур твърди, че раздялата е приятелска, въпреки че медиите широко съобщават, че раздялата се дължи на изневяра от страна на Капур.    По-късно през 2015 г. Капур заявява, че и двамата са разрешили конфликта и са продължили живота си. След раздялата той се въздържа да обсъжда публично личния си живот. 
Слуховете за афера с Катрина Кайф се появиха за първи път по време на продукцията на Ajab Prem Ki Ghazab Kahani през 2009 г. През февруари 2016 г. медиите съобщиха, че са се разделили. 
През 2018 г. той започва да се среща с Алия Бхат, негова колежка в Brahmastra (2022). Той се жени за нея на 14 април 2022 г. на частна церемония в къщата им в Мумбай. През ноември 2022 г. Бхат роди дъщеря им Раха Капур. 

## Филмография
| Година | Филм                                    | Роля                                    |
| ------ | --------------------------------------- | --------------------------------------- |
| 2007   | „Възлюбена“                             | Ранбир Радж                             |
| 2008   | „Внимавай красавици!“                   | Радж Шарма                              |
| 2009   | „Събудете се, Сид!“                     | Сидхарт „Сид“ Мехра                     |
| 2009   | „Невероятната история на странна любов“ | Прем Шанкар Шарма                       |
| 2009   | „Рокет Синх: Продавачът на годината“    | Харприт Сингх Беди                      |
| 2010   | „Политиката“                            | Самар Пратап                            |
| 2011   | „Рок звезда“                            | Джанардан „Джордан“ Джакхар (Джей Джей) |
| 2012   | „Барфи!“                                | Мърфи «„Барфи“» Джонсън                 |
| 2013   | „Този луд младежта“                     | Кабир „Банни“ Тхапар                    |
| 2015   | „Рой“                                   | Рой                                     |
| 2015   | „Бомбай кадифен“                        | Джонни Балрадж                          |
| 2015   | „Фарс“                                  | Вед Сахни                               |
| 2016   | „Въпросите на сърцето“                  | Аян Сангер                              |

## Награди и номинации
- 2008 – Най-добър дебют (Мъж) – Възлюбена
- 2010 – Най-добър актьор в становището на критиците – Събудете се, Сид!
- 2010 – Най-добър актьор – Събудете се, Сид!
- 2010 – Най-добър актьор – Невероятната история на странна любов – номиниран
- 2011 – Най-добър актьор – Политиката – номиниран
- 2012 – Най-добър актьор – Рок звезда
- 2012 – Най-добър актьор в становището на критиците – Рок звезда
- 2013 – Най-добър актьор – Барфи!
- 2014 – Най-добър актьор – Този луд младежта – номиниран
- 2016 – Най-добър актьор – Фарс – номиниран